# Molen Te Rullegem
De molen te Rullegem is een staakmolen op molenwal in de Molenstraat, op 1 km ten zuidoosten van de kerk te Herzele. De huidige molen dateert uit het begin van de 17de eeuw. Uit kerkelijke bron blijkt dat op dezelfde heuvel al in het begin van de 14de eeuw een molen in bedrijf was. Die werd tijdens de godsdienstoorlogen samen met de burcht van Herzele verwoest.  Houten balken uit de burcht werden aangewend bij de heropbouw van de windmolen.
Zowel de huidige als de verdwenen windmolen is haast ononderbroken adellijk bezit geweest. Van begin 16de tot begin 19de eeuw was de molen eigendom van de Heer van Herzele, later van baron van de Woestijne. In 1906 komt de windmolen in bezit van graaf du Parc Locmaria. Tot eind 18de eeuw was de molen Te Rullegem een banmolen. Toen waren de inwoners van de heerlijkheid Herzele verplicht om hun graan op de molen van de heer te laten malen, op straffe van boeten en verbeurten. De molenaar mocht in die tijd een deel van het gemalen product afhouden, een praktijk waaraan hij zijn kwalijke reputatie dankt.
De molen werd op 28 mei 1962 beschermd als monument. In 1966 werd hij hersteld. Aan het draaiende werk werd toen evenwel onvoldoende aandacht besteed. Voor 1966 had de molen een buik op de windweeg, ten behoeve van een derde steenkoppel, maar dit werd toen verwijderd. Het geklinknageld gevlucht werd toen vervangen door een houten gevlucht van slechts 22 meter lang.
Na een wiekbreuk op 9 september 1990 kwamen er gelaste stalen roeden van 23,10 meter. De Vlaamse Gemeenschap, de provincie en de gemeente subsidieerden gezamenlijk 90 % in de totale kostprijs van 1.100.000 frank.
In 2002 werd een nieuwe ingrijpende restauratie uitgevoerd voor bijna 100.000 euro: nieuwe steenbalk, nieuwe kruisplaat (N-Z), maalvaardig maken van de achtermolen (molenstenen en nieuw rondsel), heropmetselen van de Teerlingen en schilderwerken. In 2014 werd bij de windmolen een maalvaardige rosmolen gebouwd en werd zo een historisch landschap hersteld. De molen kreeg een paar jaar geleden het kenteken “actieve molen” van het Molenforum Vlaanderen vzw en de molenaars werken gretig mee aan projecten die ten doel hebben de toegankelijkheid en de belevingswaarde van molens te verhogen.
Eigenaar/vrijwillige molenaar Alain Goublomme en Kurt De Pelseneer malen regelmatig tarwe en spelt op molenstenen. 

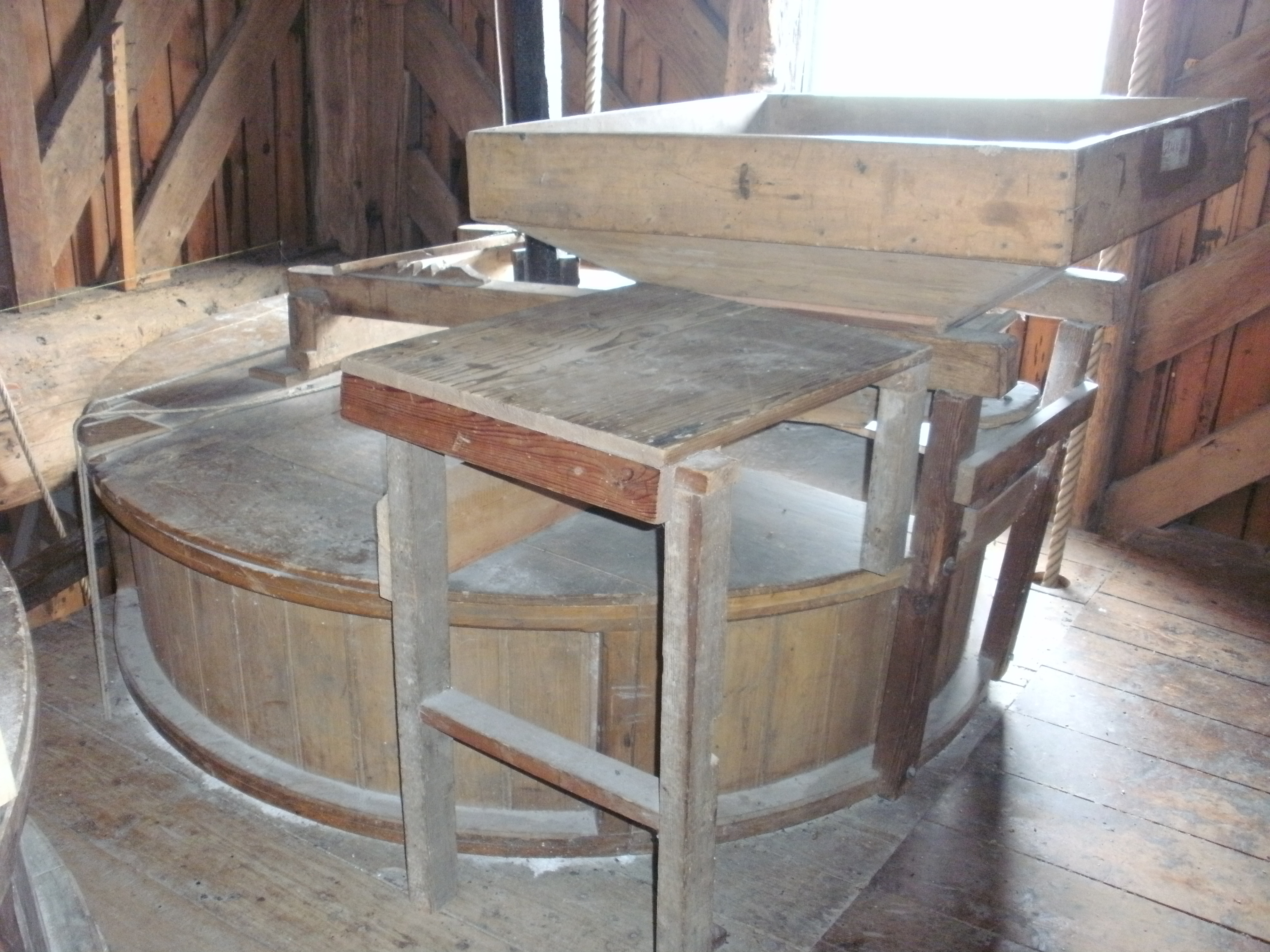
Steenkist
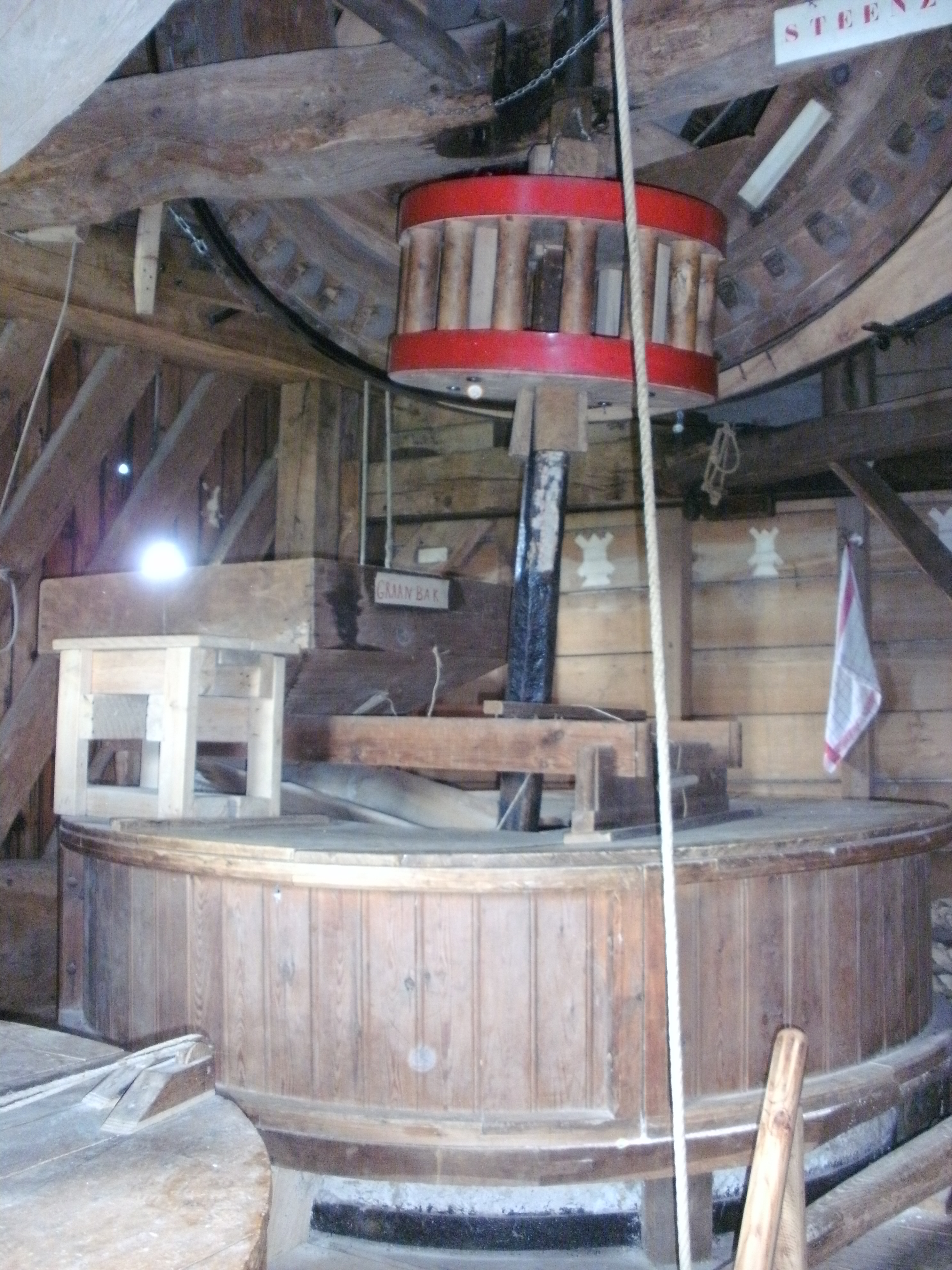
Steenzolder
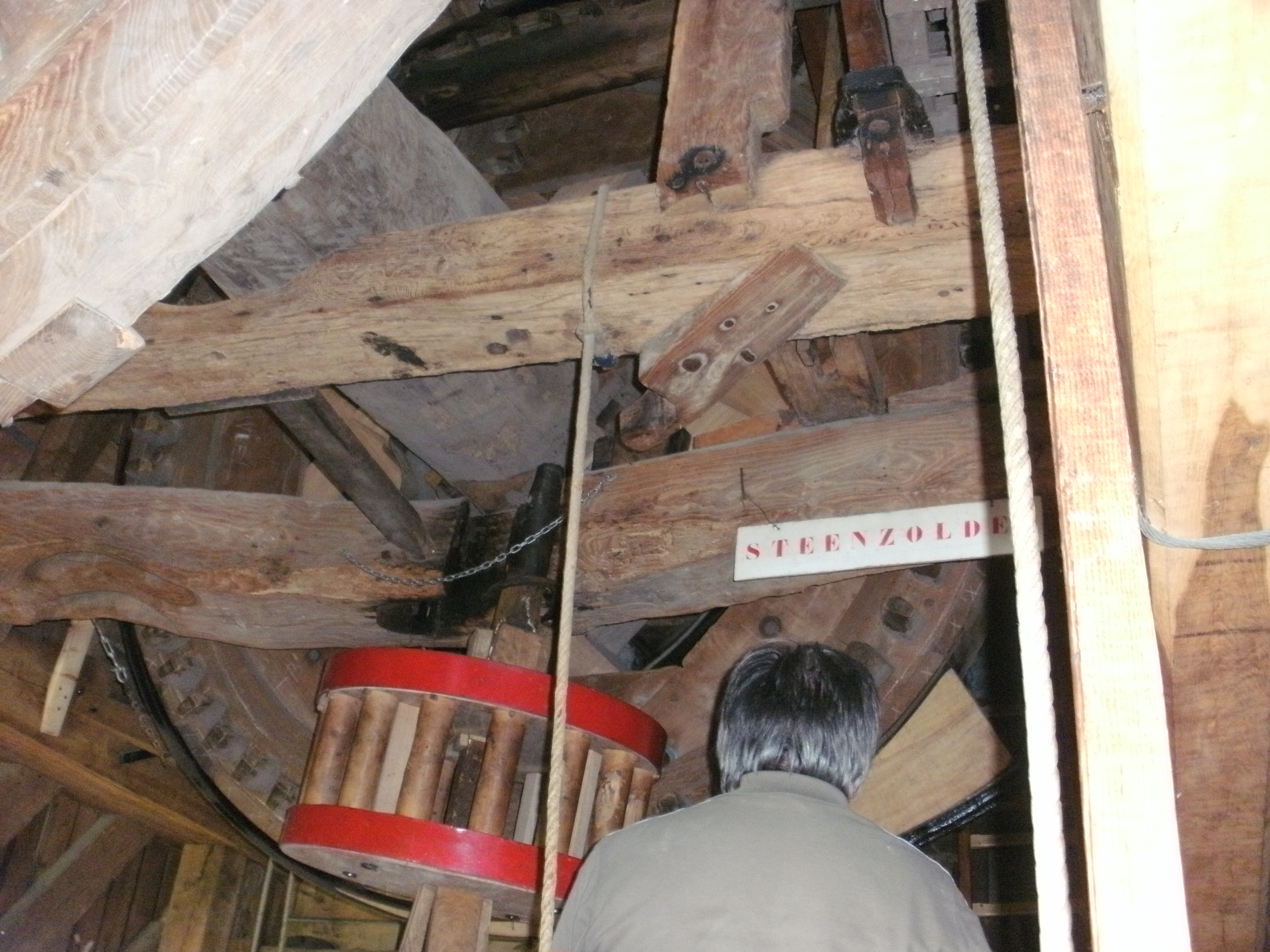
Bovenste deel van de steenzolder
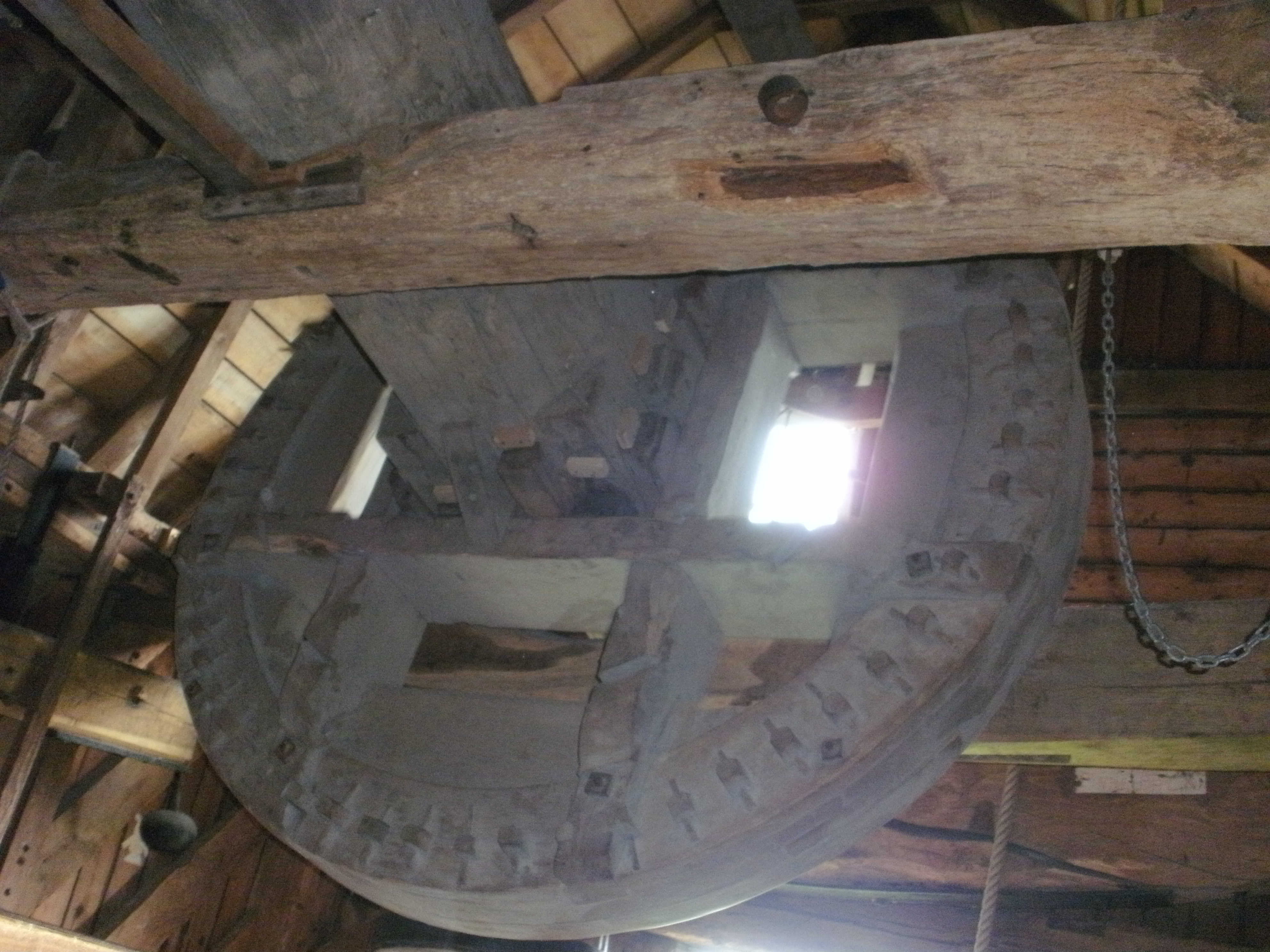
Molenas
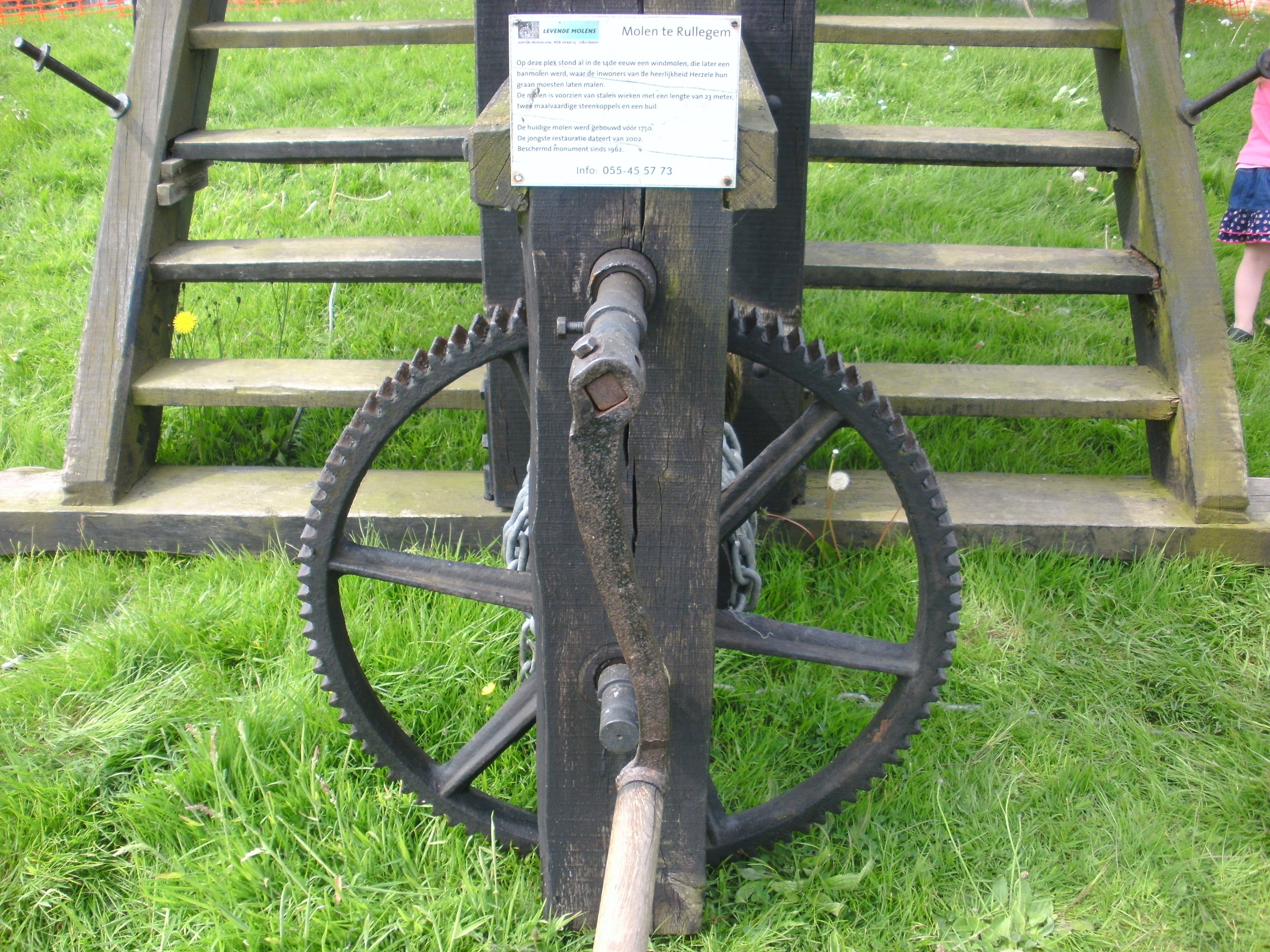
Rad onderaan trap